# ماكسيميليان ريتر فون بول
ماكسيميليان ريتر فون بول (بالألمانية: Maximilian von Pohl)‏ هو ضابط ألماني، ولد في 15 أبريل 1893 في ميونخ في ألمانيا، وتوفي في 26 يوليو 1951 في بوكينغ في ألمانيا.